# WFAA
WFAA é uma emissora de televisão estadunidense localizada na cidade de Dallas, no estado do Texas, servindo o mercado do Metroplex de Dallas-Fort Worth. Opera no canal 8 VHF digital, e é uma emissora afiliada da ABC. Pertence a Tegna Inc., que também é proprietária da emissora irmã afiliada a Las Estrellas, KMPX, licenciada para Decatur. A WFAA mantém escritórios comerciais e estúdios secundários no WFAA Communications Center Studios na Young Street no centro de Dallas, e tem um estúdio principal utilizado para a produção de noticiários da emissora, no bairro de Victory Park, no centro de Dallas. O transmissor da WFAA está localizado ao sul da Belt Line Road em Cedar Hill.

## História

### Primórdios
O pedido inicial para a emissora de televisão foi feito em 23 de outubro de 1944, quando o empresário local Karl Hoblitzelle, dono da rede de cinemas Interstate Circuit Theatres, solicitou à Federal Communications Commission (FCC) uma licença para operar uma emissora no canal 8 VHF de Dallas; foi o primeiro pedido de licença desse tipo para uma emissora de televisão no sul dos Estados Unidos. Hoblitzelle planejava operar a emissora fora do prédio do Republic Bank, no centro de Dallas, e até realizou uma transmissão de televisão em circuito fechado sobre a inauguração de uma de suas propriedades, o Wilshire Theatre. O magnata do petróleo do Texas, Tom Potter, entrou com um requerimento separado para a licença do canal 8 e acabou ganhando a licença de Hoblitzelle. 
A emissora entrou no ar pela primeira vez no ar às 20h do dia 17 de setembro de 1949 como KBTV, com uma cerimônia de quinze minutos inaugurando o lançamento do canal 8 como sua primeira transmissão; A KBTV transmitiu por uma hora naquela noite, com o restante de sua programação inicial consistindo em seu primeiro programa produzido localmente, a série de variedades Dallas no País das Maravilhas. Potter fundou e controlou a emissora por meio da Lacy-Potter TV Broadcasting Company, a qual ele tinha parte do controle acionário. Foi a terceira emissora de televisão a entrar no ar no Texas, a segunda emissora do metroplex Dallas – Fort Worth, e a primeira a ser licenciada para Dallas. A emissora era sediada originalmente em estúdios localizados em Harry Hines Boulevard e Wolf Street, ao norte do centro de Dallas.
Quando a KBTV começou a exibir sua programação completa em 18 de setembro, a mesma ficava no ar durante apenas quatro horas por dia. A emissora tinha afiliação principal com a DuMont Television Network, e secundária com a Paramount Television Network. Através de um acordo entre a Lacy-Potter e a Paramount Pictures, a emissora concordou em transmitir 4,75 horas de programação da Paramount Television todas as semanas durante 1949.

### Propriedade da Belo e afiliação com a ABC
A Lacy-Potter Television Broadcasting perdeu $ 128.020 em receita líquida durante sua administração de quatro meses da KBTV, levando Tom Potter a tomar a decisão de colocar a emissora à venda. A A.H. Belo Corporation, proprietária do The Dallas Morning News, havia tentado lançar uma nova emissora de televisão em Dallas dois anos antes, quando solicitou uma licença para instalar uma emissora que operaria no canal 12 VHF. A FCC rejeitou o pedido da Belo. Para complicar as coisas, a moratória da agência sobre novos pedidos de licença, que foi instituída para resolver o acúmulo de candidatos em potencial que já haviam entrado com o processo para instalar tais emissoras, deixou Belo com o único recurso de adquirir uma emissoras de televisão que já estava no ar, se quisesse ter uma na área de Dallas – Fort Worth.
Em janeiro de 1950, a Belo comprou a KBTV da Lacy-Potter por $ 575.000. A venda recebeu a aprovação da FCC em 13 de março de 1950, com a Belo assumindo formalmente o controle da emissora em 17 de março. A emissora foi a primeira a ser possuída pela empresa com sede em Dallas, e também serviu como a emissora principal de sua divisão de radiodifusão. Quatro dias depois, em 21 de março, a Belo alterou o prefixo da emissora para WFAA-TV, fazendo referência a emissora de rádio irmã WFAA (570 AM, hoje KLIF). As letras WFAA representavam "Working For All Alike" (Trabalhando Para Todos Igualmente). A WFAA passou a fazer parte de um número relativamente limitado de emissoras de televisão localizadas a oeste do Rio Mississippi cujo prefixo começa com a letra "W", já que a FCC normalmente atribui prefixos que começam com "K" para emissoras de televisão e rádio com cidades de concessão localizadas a oeste do rio e atribui prefixos que começam com "W" para emissoras localizadas a leste do rio. A diferença no caso das emissoras de rádio e televisão WFAA se deve ao fato da política de distribuição de prefixos ser anterior ao começo do uso deste prefixo, já que Dallas estava originalmente localizada a leste da distinção de fronteira "K" / "W" original definida pela FCC.
Em 1950, a WFAA mudou sua afiliação principal para a NBC, e passou a ABC para uma afiliação secundária. A DuMont fechou em 1955, em meio a vários problemas que surgiram de suas relações com a Paramount que impediram sua expansão. Embora tenha ficado claro desde o início que Dallas e Fort Worth iriam se transformar em um único mercado de televisão devido à sua proximidade, o proprietário do Fort Worth Star-Telegram, Amon G. Carter, que fundou a WBAP-TV por meio de sua empresa, a Carter Publications, não se importava se os residentes em Dallas poderiam assistir àquela emissora. A WFAA se afiliou à NBC sob um acordo de "time share" com a WBAP-TV para expandir a cobertura da programação da rede para áreas do centro e leste do condado de Dallas que só receberam cobertura de sinal do canal 5.
Depois que a propriedade da Carter Publications foi transferida para seus herdeiros familiares depois que Carter sofreu um ataque cardíaco fatal dois anos antes, no início de 1957, a NBC ameaçou retirar a afiliação da WBAP-TV se a mesma não concordasse em mover seu transmissor para o leste para alcançar toda a área de Dallas. A Belo tentou primeiro obter uma afiliação exclusiva da NBC e apresentou a rede uma oferta para tornar a WFAA sua afiliada exclusiva para todo o mercado. A rede também abordou a Texas State Network, de propriedade da família Roosevelt, sobre a afiliação com a emissora independente KFJZ-TV (canal 11, hoje a emissora KTVT de propriedade e operação da CBS), que anteriormente havia transferido seu transmissor para o parque de antenas em Cedar Hill. Os herdeiros de Carter - que inicialmente não queriam mover o transmissor para mais perto de Dallas, em o objetivo de continuar o legado de Carter de incentivo cívico para Fort Worth - finalmente concordaram com as demandas da NBC para mover as instalações do transmissor da WBAP-TV para Cedar Hill, instalando uma antena transmissora em uma torre candelabro de 457 m que já era compartilhada entre a WFAA e  a KRLD-TV, e transmitir com uma potência irradiada maior, forte o suficiente para cobrir adequadamente Dallas. A WFAA perdeu sua afiliação com a NBC em 1º de setembro de 1957, pois a rede concedeu à WBAP-TV a afiliação exclusiva para o mercado Dallas-Fort Worth em razão da realocação do transmissor e do aumento do sinal. Isso deixou a WFAA como uma afiliada exclusiva da ABC, que na época tinha baixa audiência.
A WFAA tornou-se conhecida por sua extensa programação local durante o período dos anos 50 até os anos 80. O mais popular foi um programa voltado para o público mais jovem; Jerry Haynes apresentou um programa infantil local na emissora de 1961 a 1996. Estreando originalmente em março de 1961 como Mr. Peppermint, Haynes (que vestiu uma jaqueta listrada de vermelho e branco e um chapéu de palha em sua representação do personagem titular, acompanhado por uma bengala listrada de caramelo) estrelou ao lado de uma variedade de personagens fantoches (interpretados por Vern Dailey) e apresentou vários segmentos de conteúdo educacional a curtas de desenho animado. Cinco anos depois de encerrar sua temporada original de nove anos na WFAA em 1970, o programa foi revivido como a série educacional de meia hora no estilo revista, Peppermint Place, em 1975, continuando no ar por mais 21 anos, até deixar de ser exibido em julho de 1996. Outras produções locais notáveis da WFAA incluíram a série musical The Group And Chapman e seu sucessor, Sump'n Else (ambos apresentados por Ralph Baker Jr. e Ron Chapman), Dallas Bandstand (também apresentado por Haynes), programa de conversas sobre estilo de vida e moda, The Julie Bennell Show (apresentado pela editora de culinária do Dallas Morning News, Julie Bennell), a série de perguntas e respostas Let Me Speak to the Manager (originalmente intitulada Ask the Manager e mais tarde chamada de Inside Television durante os quatro anos finais de sua exibição, co-apresentada pelo vice-presidente da Belo, Myron "Mike" Shapiro), e versões locais das franquias Dialing for Dollars e PM Magazine. A WFAA também serviu como a emissora original, em Dallas-Fort Worth, da série jornalística Texas Country Reporter, depois que o apresentador Bob Phillips, que criou o programa na KDFW em setembro de 1972 como o 4 Country Reporter produzido localmente, vendeu a série para distribuição regional (transmitido na WFAA sob o título 8 Country Reporter) em 1986.
Em 1958, a WFAA se tornou a primeira emissora de televisão do mercado a usar um gravador de videocassete; a emissora gradualmente mudaria muito de sua programação produzida localmente de um formato ao vivo para um pré-gravado, fora dos noticiários, esportes e eventos especiais, e eventualmente se tornou uma das primeiras emissoras de televisão nos Estados Unidos a converter suas imagens de notícias em videotape na década de 1970. Durante a temporada de 1958-59, a WFAA serviu como o local de gravação para a série de realidade de crime verdadeiro da ABC: Confession, de Jack Wyatt, na qual vários criminosos explicavam porque eles escolheram rejeitar os costumes da sociedade e se voltar para o crime.
Em 2 de abril de 1961, a sede da emissora foi transferida para o WFAA Communications Center Studios, um complexo de transmissão de última geração localizado nas ruas Young e Record no centro de Dallas; as instalações do antigo estúdio em Harry Hines Boulevard foram posteriormente compradas pela North Texas Public Broadcasting para uso como instalações de transmissão para a emissora pública afiliada a National Educational Television, KERA-TV (canal 13, hoje afiliada da PBS). O complexo do Communications Center abrigava três estúdios de produção, escritórios e estúdios de gravação de som para as emissoras de rádio da WFAA, bem como a sede do The Dallas Morning News. A primeira transmissão ao vivo a partir do prédio foi Young America Speaks, uma série de torneios de debate intercolegiais de 13 semanas (o primeiro programa desse tipo a ser transmitido), que foi ao ar até junho daquele ano. Em 1974, o senador do estado do Texas, Jim Wade, apresentou uma moção à FCC, contestando o pedido de renovação da licença do canal 8 da Belo e retirando-lhe os direitos para operar a WFAA; Os esforços de Wade, nos quais ele também tentou convencer a FCC a lhe conceder a licença da estação de televisão, não tiveram sucesso, pois a agência decidiu aprovar a renovação da licença existente de propriedade da Belo.
Em maio de 1984, a WFAA revelou uma das campanhas de marketing de televisão de maior sucesso nos Estados Unidos com o lançamento do "Spirit of Texas", que foi criado em comemoração ao sesquicentenário de 1986 da independência do Texas. As promoções que foram veiculadas como parte da campanha focaram no patrimônio cultural da região, acompanhadas por um tema escrito por James R. Kirk da TM Productions, que a compôs como parte de um pacote musical associado que foi usado para telejornais da emissora até 1991. Todos os temas de notícias que a WFAA encomendou posteriormente carregavam a assinatura musical de sete notas do tema da TM Productions. A campanha de marketing e o slogan "Spirit" também foi adaptado por algumas de suas emissoras irmãs de propriedade da Belo.
Em 14 de janeiro de 1987, o local do transmissor na Hill Tower em Cedar Hill (que era propriedade conjunta da WFAA e KDFW) foi atingido por um F-4 Phantom da Marinha durante treinamento enquanto se aproximava da Estação Aérea Naval de Dallas. O jato danificou vários cabos de sustentação; no entanto, os dois ocupantes se ejetaram da aeronave e caíram de paraquedas no solo antes que ela caísse. O consórcio de torres entre as duas estações decidiu construir uma nova torre de 430 m de altura construída a 1⁄4 milha (0,40 km) a sudoeste da instalação original, que foi concluída em 1989. Enquanto isso, a antiga torre foi desmontada (reduzindo sua altura para 378 m), com novos transmissores instalados para servir como equipamentos auxiliares para a WFAA, a KDFW e as emissoras de rádio KJMZ (100,3 FM, hoje KJKK), KMEZ (107,5 FM, hoje KMVK), KQZY (105,3 FM, hoje KRLD-FM), KKDA-FM (104,5) e KMGC (102,9 FM, hoje KDMX).
Em abril de 1998, quando a KTEN (que era afiliada à ABC em regime de meio período desde  que entrou no ar em 1956) se desfez da rede, a WFAA começou a servir como uma emissora ABC oficial para áreas próximas e ao sul do Red River no mercado adjacente de Sherman-Ada - incluindo Gainesville e as cidades de Ardmore, Durant e Hugo no sul de Oklahoma - por meio de sua disponibilidade existente na maioria dos provedores de cabo na região. No entanto, os residentes no extremo norte do Texas podiam ver a maioria dos programas ABC que foram substituídos pela KTEN por meio da WFAA por vários anos antes, especialmente depois que a primeira mudou para uma afiliação principal com a NBC em 1986 (reduzindo constantemente o conteúdo fornecido pela ABC em sua programação para selecionar durante o dia e programas de horário nobre em 1994, quando passou a ter uma afiliação principal adicional com a Fox).
Em 1º de janeiro de 1999, a Belo lançou o Texas Cable News (TXCN), um canal de notícias a cabo em todo o estado que inicialmente apresentava notícias, previsão do tempo e conteúdo esportivo, além de programas de notícias de assuntos públicos, esportes e entretenimento, utilizando a equipe e recursos da WFAA e as emissoras irmãs KVUE, KHOU e KENS, e The Dallas Morning News. TXCN mudou para um formato consistindo principalmente de noticiários reempacotados apresentando reportagens vistas em cada uma das estações sediadas no Texas de Belo e segmentos meteorológicos internos em 1º de janeiro de 2005, citando distribuição limitada a cabo nos maiores mercados de televisão do Texas para a mudança de formato que resultou nas demissões de 45 funcionários do canal. Após a aquisição da Belo, a Gannett fechou a Texas Cable News em 1º de maio de 2015.
Em 20 de julho de 2005, a Belo anunciou que havia chegado a um acordo com a incorporadora imobiliária Hillwood Capital para construir um estúdio secundário na torre leste do complexo Plaza Towers, então em construção no empreendimento Victory Park na esquina de Olive e Houston Ruas (próximas ao American Airlines Center). A construção de 465 m², inaugurada em janeiro de 2007, incorpora um estúdio onde a maior parte da programação de jornalismo da emissora (com exceção do noticiário das 22h) e o talk show local Good Morning Texas é produzido e abriga novas equipes de produção e de engenharia. O WFAA Communications Center continua a abrigar a redação da emissora e a maioria das outras operações comerciais (incluindo seus departamentos de controle mestre, tráfego, publicidade e programação).
Em 1° de outubro de 2007, a Belo anunciou planos de dividir suas participações de radiodifusão e jornais em duas empresas independentes. A WFAA permaneceria com a entidade de radiodifusão, que manteve o nome Belo Corporation e foi estruturada como sucessora legal da empresa anterior, enquanto a divisão do jornal (que além do The Dallas Morning News incluía entre outras publicações Al Día, Neighbours e Quick) foi desmembrada na entidade de propriedade dos acionistas A.H. Belo Corporation com nome semelhante (nome usado pela empresa original de 1865 a 2001). A divisão, concluída em 8 de fevereiro de 2008, acabou com a propriedade conjunta da WFAA e The News após 59 anos, tornando-se a última das três combinações de propriedade de jornal e televisão no mercado de Dallas-Fort Worth a ser separada em diferentes empresas. No entanto, a WFAA e The News continuaram a manter uma parceria de jornalismo até o final de 2013, quando o jornal firmou um acordo de colaboração com a KXAS-TV.

### Propriedade da Gannett/Tegna
Em 13 de junho de 2013, a Gannett Company anunciou que iria comprar a Belo por $ 1,5 bilhão (o preço de compra aumentaria para $ 2,2 bilhões na conclusão da fusão). O acordo obteve a aprovação da FCC em 20 de dezembro e foi finalizado em 23 de dezembro. Por meio da fusão com a Gannett, a WFAA se tornou a maior estação de televisão da empresa em tamanho de mercado. Também marcou a primeira mudança de propriedade da emissora em 63 anos.
Em 5 de agosto de 2014, a Gannett anunciou que iria dividir suas propriedades de mídia impressa e de transmissão em empresas separadas de capital aberto. Assim que a separação corporativa foi finalizada em 29 de junho de 2015, a WFAA tornou-se parte da Tegna, que foi estruturada como a sucessora legal da antiga Gannett e assumiu a propriedade dos ativos não editoriais originais da empresa (incluindo as emissoras de rádio e televisão e a maior parte de seus recursos digitais propriedades da mídia).

## Subcanais

### WFAA-DT2
WFAA-DT2 é o segundo subcanal digital da WFAA, transmitindo informações sobre o clima e programação local em definição padrão widescreen no canal digital virtual 8.2.
A WFAA lançou o subcanal digital no canal virtual 8.2 em 2004, programado localmente sob o nome de "Xpress 8.2". O serviço, que mais tarde foi renomeado para "News 8 Now", apresentava imagens de radar meteorológico, atualizações regulares de notícias e programação ao vivo ocasional (incluindo conteúdo do ABC News Now), além de um rodapé que exibia manchetes locais e nacionais. O subcanal também foi usado para transmitir programação especial; em particular, WFAA-DT2 foi usado para retransmitir cobertura de suas emissoras irmãs durante a temporada de furacões, como da emissora irmã WWL-TV de Nova Orleans sobre o furacão Katrina em agosto de 2005, e o furacão Gustav em 2008; e da KHOU de Houston sobre o furacão Ike em 2008 e o furacão Harvey em 2017. Além da transmissão do radar meteorológico, também transmitiu uma transmissão simultânea de áudio da emissora local da rede NOAA Weather Radio, KEC56. Em 30 de abril de 2011, o subcanal tornou-se afiliado do Canal AccuWeather local. Em casos raros, este espaço do canal é usado para transmitir a programação da ABC antecipada devido a eventos esportivos ao vivo, como Monday Night Football, quando os Dallas Cowboys estavam programados para jogar. Em 20 de janeiro de 2020, o subcanal encerrou sua afiliação com o Canal AccuWeather Local (era uma das últimas emissoras de alta potência ainda conhecidas por exibir a programação do canal) e começou a transmitir programação com informações sobre o clima sob o nome de "WFAA Two". A programação consiste em previsões meteorológicas locais, radares locais e regionais, condições locais e regionais, condições do aeroporto, condições do tráfego, várias câmeras de torre em torno de Dallas-Fort Worth e alguns anúncios. Também se transmite simultaneamente áudio da NOAA Weather Radio, bem como música instrumental. Em fevereiro, a WFAA Two expandiu seu conteúdo para incluir também programação local; planejava-se realizar a transmissão dos jogos domésticos de beisebol da Dallas Baptist University em 2020, antes que a pandemia de COVID-19 cancelasse a temporada de beisebol da NCAA.

### WFAA-DT3
WFAA-DT3 é o terceiro subcanal digital da WFAA, afiliado à True Crime Network, transmitindo em definição padrão widescreen no canal digital virtual 8.3.
A WFAA lançou o subcanal digital no canal virtual 8.3 em 1 de novembro de 2008 como uma afiliada da rede This TV. O subcanal deixou a rede focada em filmes em 8 de novembro de 2010, quando o subcanal se tornou afiliado da Live Well Network, com uma programação voltada a estilo de vida, como resultado de um acordo de afiliação de grupo entre a Belo e a Disney-ABC Television Group. Em 20 de janeiro de 2015, o subcanal tornou-se afiliado da Justice Network (mais tarde renomeada True Crime Network), que substituiu o Live Well em muitas das estações de televisão da Gannett Company depois que a Disney-ABC decidiu encerrar as relações de afiliados e relegar a distribuição da Live Well exclusivamente para as oito emissoras próprias da ABC.

### WFAA-DT4
WFAA-DT4 é o quarto subcanal digital da WFAA, afiliado à rede Quest, transmitindo em definição padrão widescreen no canal virtual e digital 8.4.
Em 29 de janeiro de 2018, a WFAA lançou o subcanal digital no canal virtual 8.4, para servir como afiliado da Quest, uma rede focada em viagens/ciência/história/aventura de propriedade da Tegna em conjunto com a Cooper Media (que também atua como matriz corporativa da True Crime Network).

## Sinal digital
| PSIP | Canal digital | Resolução de vídeo | Programação                        |
| ---- | ------------- | ------------------ | ---------------------------------- |
| 8.1  | 8 VHF         | 1080i Widescreen   | Programação principal da WFAA/ABC  |
| 8.2  | 8 VHF         | 480i Widescreen    | WFAA Two (Previsão do tempo local) |
| 8.3  | 8 VHF         | 480i Widescreen    | True Crime Network                 |
| 8.4  | 8 VHF         | 480i Widescreen    | Quest                              |

A WFAA se tornou a primeira emissora de televisão nos Estados Unidos a transmitir seu sinal de televisão digital em um canal VHF em 27 de fevereiro de 1998 às 14h17, quando começou a testar as transmissões no canal 9 VHF; no dia seguinte, em 28 de fevereiro, tornou-se a primeira emissora de televisão do país a transmitir um programa de notícias local em alta definição. Quando os testes de transmissão começaram, a frequência do canal 9 digital já estava em uso pelos hospitais da área de Dallas. Com isso, o Baylor University Medical Center e o Methodist Dallas Medical Center tiveram que reconfigurar seus sistemas de telemetria para frequências diferentes antes que a WFAA começasse as transmissões digitais em tempo integral em 16 de março.
Em 23 de dezembro de 2009, a WFAA entrou com um pedido na FCC para obter permissão para aumentar a potência de seu transmissor de 45 kW, para 55 kW, através da instalação de uma antena direcional. O pedido foi feito devido às dificuldades por parte de alguns telespectadores em partes do mercado de Dallas-Fort Worth que tentaram manter sintonizar o sinal digital do canal 8.

### Transição para o sinal digital
Com base no decreto federal de transição das emissoras de TV estadunidenses do sinal analógico para o digital, a WFAA cessou suas transmissões no sinal analógico pelo canal 8 VHF analógico aos 3 minutos do dia 12 de junho de 2009. A última transmissão analógica da emissora foi uma retrospectiva de sua história narrada pelo meteorologista Pete Delkus, seguida por um clipe de encerramento da programação utilizado pela emissora durante a década de 70. Após o desligamento, a emissora passou a operar no canal 8 VHF digital, deixando o canal 9 VHF.

## Programas
Além de transmitir a programação da ABC, a emissora exibe localmente os seguintes programas:
- Dale Hansen's Sports Special: Esportivo, com Dale Hansen
- Good Morning Texas: Variedades, com Alanna Sarabia e Jane McGarry
- Good Morning Texas Extra: Variedades, com Alanna Sarabia e Jane McGarry
- High School Sports Special: Esportivo, com Joe Trahan
- Midday News: Telejornal, com Kara Sewell, Tashara Parker e Cleo Greene
- News 8 at 4:00: Telejornal, com Jason Wheeler
- News 8 at 5:00: Telejornal, com Chris Lawrence e Cynthia Izaguirre
- News 8 at 5:30: Telejornal, com Kara Sewell and Marc Istook
- News 8 at 6:00: Telejornal, com Kara Sewell and Marc Istook
- News 8 Update: Telejornal, com Chris Lawrence e Cynthia Izaguirre
- News 8 Update at 10: Telejornal, com Teresa Woodard
- News 8 Daybreak 5:00: Telejornal, com Kara Sewell e Marc Istook
- News 8 Daybreak 5:30: Telejornal, com Kara Sewell e Marc Istook
- News 8 Daybreak 6:00: Telejornal, com Kara Sewell e Marc Istook
- News 8 Daybreak Saturday: Telejornal, com Cleo Greene

Outros programas compuseram a grade da emissora, e foram descontinuados:
- 8 Country Reporter
- Bowling for Dollars
- Channel 8 Report News
- Channel 8 News
- Dallas Bandstand
- Evening News Edition
- First News
- Let Me Speak to the Manager
- Mr. Peppermint
- News 8
- News 8 At 6:00
- News 8 At 9:00 AM
- News 8 Midday
- News 8 Now
- News 8 On The Noon
- News 8 Update
- PM Magazine
- Sump'n Else
- Sport Special
- Texas Country Reporter
- The 10:00 Update
- The AM Show
- The Julie Bennell Show
- The Group And Chapman
- The News 8 Update

### Programas sindicados e não jornalísticos locais
Os programas sindicados transmitidos pela WFAA (desde setembro de 2019) incluem Inside Edition e Entertainment Tonight, além dos programas sindicados distribuídos pela Tegna: Daily Blast Live e Sister Circle (até a pandemia de COVID-19 em 2020). A emissora também produz o programa de palestras, entretenimento e estilo de vida Good Morning Texas, que vai ao ar de segunda a sexta, às 9 da manhã, e é produzido independentemente do departamento de jornalismo da WFAA. O programa estreou em 12 de setembro de 1994 com a apresentação de Scott Sams e Deborah Duncan, e serviu de base para outros talk shows locais de fim de manhã com formato semelhante que estrearam em suas emissoras irmãs sob propriedade da Belo nos anos subsequentes. Alguns dos tópicos exibidos no Good Morning Texas também foram usados nos noticiários matinais conhecidos como News 8 Daybreak. Em 2020, durante a pandemia de COVID-19, uma versão de extensão do Good Morning Texas foi adicionada às 14h, um programa chamado Good Morning Texas Extra, que contém o mesmo conteúdo de seu programa matinal e substituiu o Sister Circle.
A WFAA deteve os direitos de distribuição local do programa Jeopardy! e Wheel of Fortune por vários anos, começando a exibi-los no início dos anos 80. Depois de exibir o programa por 18 anos no horário das 18h30, a WFAA retirou Wheel of Fortune, além do Jeopardy!, de sua programação em 2005. Ambas os programas foram transferidos para a KTVT, e o primeiro foi substituído por Entertainment Tonight.

### Jornalismo
Desde setembro de 2020, a WFAA exibe 36 horas e meia de jornalismo produzido localmente todas as semanas (com seis horas por dia de segunda a sexta, três horas e meia aos sábados e duas horas e meia aos domingos). Além disso, a emissora produz dois programas esportivos noturnos de domingo: o programa de destaque Dale Hansen's Sports Special (apresentado pelo diretor de esportes de longa data Dale Hansen, que se juntou à estação vindo de KDFW em março de 1983), e High School Sports Special (apresentado pelo âncora de esportes de fim de semana Joe Trahan e transmitido durante o ano letivo). A WFAA também já teve um helicóptero para o jornalismo, o HD Chopper 8 (anteriormente conhecido como Telecopter 8). A emissora mantém escritórios em Collin County, em Dr Pepper Ballpark, e em Tarrant County, perto do centro de Fort Worth; ambas as agências hospedam uma equipe limitada de repórteres. A WFAA é uma das poucas emissoras de televisão que não usa o sistema de alerta meteorológico de transmissão do First Warning; em vez disso, uma exibição de texto do tipo de aviso e os condados afetados são exibidos na parte superior da tela quando alertas de clima severo estão em vigor na área de cobertura.

#### Histórico do departamento de jornalismo
A emissora foi a líder de audiência em telejornalismo no mercado de Dallas-Fort Worth durante grande parte de sua história, tendo ultrapassado a WBAP-TV e a KXAS-TV em meados da década de 1970. O telejornal das 10 da noite da WFAA, conhecido como The News 8 Update de 1980 a 2012, costumava ser classificado como o telejornal noturno mais assistido do mercado, e os seus telejornais das 17 e das 18 horas eram normalmente os noticiários locais mais assistidos no início da noite na área. No entanto, a emissora começou a ter problemas de audiência nos últimos anos, especialmente entre adultos com idades entre 25 e 54, devido à concorrência da KDFW, emissora própria da Fox, bem como à melhora da audiência desde o final dos anos 2000 para os telejornais da KTVT. O telejornal das 10 da noite da WFAA foi do primeiro lugar nas pesquisas de novembro de 2010 para um segundo relativamente distante durante o período de pesquisas de fevereiro de 2011 com o total de espectadores e com adultos de 25 a 54 anos. O programa líder de audiência da WFAA durante o último período foi às 17h no total de espectadores, ajudado por ser exibido logo após a Oprah. A emissora ficou em último lugar geral entre adultos de 25 a 54 anos pela primeira vez em pelo menos 30 anos. Durante o período de pesquisas de maio de 2011, o telejornal das 10 da noite recuperou sua posição como o líder de audiência do horário no mercado em total de telespectadores e adultos de 25 a 54. O telejornal da manhã ficou em terceiro lugar em ambos os dados demográficos, enquanto às 17h e 18 horas os noticiários ficaram em primeiro lugar no intervalo do início da noite no total de telespectadores e em segundo (atrás da KDFW) na faixa demográfica de 25 a 54 anos.
A WFAA foi a primeira emissora a dar a notícia do assassinato do presidente John F. Kennedy em 22 de novembro de 1963, que ocorreu a cerca de dois quarteirões ao norte dos estúdios da emissora perto de Dealey Plaza, fora do Texas School Book Depository (agora conhecido como Administração do Condado de Dallas Building) e o ferimento grave de John Connally, que estava na carreata que levava Kennedy. A emissora conduziu a primeira entrevista ao vivo para a televisão com Abraham Zapruder, que filmou as famosas imagens do assassinato. Durante a entrevista com Zapruder, que veio ao estúdio do Communications Center por escolta policial, o locutor e diretor do programa da WFAA, Jay Watson (que relatou o tiroteio com Jerry Haynes, ambos ouviram os tiros sendo disparados contra Kennedy), deu a entender que o filme seria revelado no laboratório de cinema da emissora; entretanto, a WFAA não possuía a capacidade de processar o filme de segurança Kodachrome II de 8 mm da câmera de Zapruder. A WFAA e sua unidade remota ao vivo com o repórter Ed Hogan forneceram grande parte da cobertura do assassinato e suas consequências para a ABC nos quatro dias seguintes. O assassinato do acusado assassino Lee Harvey Oswald por Jack Ruby no porão da sede da polícia de Dallas, no entanto, não foi transmitido ao vivo (como foi na NBC) ou em fita (como na CBS um minuto depois) pela WFAA e a ABC como o primeiro. O caminhão de transmissões ao vivo foi posicionado em outro lugar na época. A ABC, portanto, só foi capaz de exibir imagens de cinejornais atrasadas do evento histórico. A WFAA havia comprado um caminhão de transmissão ao vivo totalmente equipado antes do assassinato de Kennedy, mas o caminhão não foi levado para o desfile no centro de Dallas.
À medida que o telejornalismo local evoluía para uma apresentação mais polida, a WFAA se tornou conhecida por realizações e reportagens inovadoras no jornalismo de radiodifusão, bem como por muitos avanços tecnológicos, sendo a primeira a ter uma redação computadorizada, e a primeira emissora no mercado a usar um helicóptero e caminhões para transmissões ao vivo nas ruas, usar microondas para transmissão ao vivo e o uso de caminhões de uplink de satélite para transmissões de todo o Texas e do país. A WFAA foi a primeira emissora de televisão dos EUA a fazer uso da capacidade de satélite internacional, transmitindo um programa ao vivo (ancorado pelo falecido Murphy Martin) de Paris, capital da França, em 1969, consistindo em entrevistas com esposas de prisioneiros de guerra americanos no Vietnã. Foi talvez a primeira no país a transmitir relatórios de campo gravados em vídeo (o filme foi usado quase exclusivamente no noticiário local até o final dos anos 70 e início dos anos 80), transmitindo pela televisão a chegada do presidente Richard Nixon ao Dallas Love Field 30 minutos após a aterrissagem de seu avião em 1969 (um gravador de vídeo Sony feito para uso doméstico foi colocado em serviço para esta transmissão apresentada em um telejornal regular da meia-noite). A WFAA descobriu histórias significativas na década de 1980, incluindo informações de impropriedades acadêmicas que levariam o time de futebol da Southern Methodist University a receber a "pena de morte" em meados da década de 80, bem como a primeira grande investigação da mídia sobre o escândalo de Poupança e Empréstimo da América que estava enraizado no Texas.
A WFAA começou sua ascensão a liderança do telejornalismo em Dallas – Fort Worth durante o final dos anos 60 e início dos anos 70 sob a liderança do gerente de jornalismo Travis Linn, que anteriormente havia atuado como diretor de notícias da rádio WFAA. Liderada por Linn, a emissora expandiu sua programação de notícias para 4 horas e meia por dia, incluindo um programa de uma hora às 22 horas todas as noites da semana, bem como um telejornal de 15 minutos à meia-noite, quatro noites por semana; a estação também lançou o News 8 Etc., um noticiário matinal de 90 minutos que substituiu o programa infantil Mr. Peppermint em janeiro de 1970 e foi originalmente apresentado por Suzie Humphreys e Don Harris, que conduziram a transmissão sem a ajuda de papéis de roteiro ou de um teleprompter; após a morte do âncora Gene Thomas, quando um dragster a jato em que ele estava participando para uma reportagem que estava sendo produzida para o programa, caiu a uma velocidade de 286 milhas por hora (460 km/h) no Dallas International Motor Speedway em outubro de 1971, o programa passou várias mudanças em sua equipe de âncoras e mais tarde foi refeito em maio de 1974 como The AM Show (mais tarde abreviado para simplesmente AM), antes de deixar de ser exibido em janeiro de 1978.
Construindo seu sucesso existente, a WFAA liderou a audiência de jornalismo local do mercado a partir de meados da década de 1970, tendo ultrapassado o The Texas News da WBAP-TV / KXAS - até o final dos anos 1990. A emissora fortaleceu sua equipe de jornalismo no ar com talentos de primeira linha, liderados por âncoras incluindo Tracy Rowlett (um dos três repórteres - junto com Doug Fox e Byron Harris - que o diretor de notícias Marty Haag trouxe para a WFAA de seu trabalho anterior como chefe de jornalismo da KWTV em Oklahoma City em 1973), Iola Johnson (que se tornou a primeira âncora afro-americana de telejornal em Dallas em 1978, sendo âncora principal com Rowlett), Bob Gooding, Murphy Martin, Judi Hanna, John Criswell, Chip Moody, John McCaa, Gloria Campos, Lisa McRee, Verne Lundquist, Dale Hansen e Troy Dungan (que, como principal âncora meteorológica de 1976 a 2007, desenvolveram técnicas modernas de chroma key para previsões meteorológicas televisionadas, o conceito de previsão de cinco dias e criaram a "News 8 Doppler Net", uma rede de sites de radar do National Weather Service em todo o Texas).
A WFAA foi premiada com algumas das classificações mais altas de qualquer emissora local em um grande mercado de mídia. Uma prática padrão era fazer com que cada repórter cobrisse apenas uma área, como a prefeitura de Dallas ou a Comissão do condado de Dallas, tornando o repórter um especialista no assunto que estava cobrindo. O ex-diretor de jornalismo H. Martin "Marty" Haag foi o responsável por levar o departamento de jornalismo da emissora para a liderança de audiência e destaque nacional, bem como convencer a direção da emissora a permitir gastos muito maiores com jornalismo na WFAA do que nunca, superando em muito os orçamentos de outras estações rivais locais. Haag foi homenageado pelo seu trabalho com o prêmio George Foster Peabody pouco antes de sua morte em 2004. A emissora voltou a exibir um jornalístico matinal local em 1987, quando lançou o telejornal tradicional News 8 Daybreak (que surgiu a partir de inserções de notícias locais que foram ao ar durante o World News This Morning). A WFAA foi pioneira na divulgação da comunidade em 1977 com a série de segmentos especiais Wednesday's Child, que traçava o perfil de crianças necessitadas de uma família adotiva e fazia parte de um segmento especial no News 8 Etc.. Em 1994, a emissora começou a realizar reuniões municipais em todo o norte do Texas por meio de sua iniciativa Family First (F1), que continua sendo uma parte significativa do compromisso da emissora com o serviço comunitário.
Desde 1986, o departamento de jornalismo da WFAA ganhou seis prêmios Peabody. A emissora também foi reconhecida com vários prêmios nacionais Edward R. Murrow e oito batons de prata da duPont-Columbia University.
Coincidindo com o início da produção de programação local nos estúdios Plaza Towers em Victory Park, a WFAA começou a transmitir seus noticiários e outros programas locais em alta definição em 2 de fevereiro de 2007, tornando-se a primeira estação de televisão no mercado de Dallas-Fort Worth a começar a transmitir seus telejornais em em uma base regular. Inicialmente, todas as filmagens feitas no estúdio foram transmitidas em alta definição, enquanto todos os vídeos de notícias de locais remotos foram convertidos em definição padrão.
Em 2009, a WFAA se tornou a primeira emissora local a receber o Gold Baton do Alfred I. duPont-Columbia University Award, por seu compromisso com o jornalismo investigativo. As repórteres Byron Harris e Brett Shipp foram homenageadas por relatórios investigativos sobre corrupção e desperdício no Export-Import Bank dos Estados Unidos, mudança de série para atletas de segundo grau reprovados (entre as escolas de segundo grau do Distrito Escolar Independente de Dallas expostas naquele relatório estavam South Oak Cliff High School e Franklin D. Roosevelt High School) e os perigos representados pelo envelhecimento de acoplamentos de gasodutos (uma investigação que foi apresentada na série de documentários Exposé: America's Investigative Reports no episódio "Beneath the North Texas Dirt").

## Equipe

### Membros atuais[40]

#### Apresentadores
- Cleo Greene
- Dale Hansen
- Marc Istook
- Cynthia Izaguirre
- Jonah Javad
- William Joy
- Chris Lawrence
- Mike Leslie
- Jane McGarry
- Alanna Sarabia
- David Schechter
- Kara Sewell
- Joe Trahan
- Jason Wheeler

#### Repórteres
- Eric Alvarez
- Sonia Azad
- Hannah Davis
- Tanya Eiserer
- Demond Fernandez
- Sean Giggy
- David Goins
- Matt Howerton
- Charlotte Huffman
- Rebecca Lopez
- Jobin Panicker
- Tashara Parker
- Kevin Reece
- Alex Rozier
- Chris Sadeghi
- Paige McCoy Smith
- Jay Wallis
- Jason Whitely
- Teresa Woodard
- Lauren Zakalik

#### Metereologistas
- Pete Delkus
- Kalee Dionne
- Greg Fields
- Jesse Hawila
- Kyle Roberts

### Membros antigos
- Ralph Baker Jr.
- Julie Bologna
- Ron Chapman
- Aaron Chimbel
- Lin Sue Cooney
- Ron Corning
- Troy Dungan
- Bill Evans (hoje na WLNG em Sag Harbor, Nova York)
- Shon Gables (hoje na WGCL-TV em Atlanta)
- Chris Gailus (hoje na CHAN-DT em Vancouver)
- David Garcia †
- Leeza Gibbons
- Don Harris †
- Brad Hawkins
- Jerry Haynes
- Jackie Hyland (hoje na WRAL-TV em Raleigh, Carolina do Norte)
- Iola Johnson
- Charlie Jones †
- Andrea Joyce
- Verne Lundquist
- Bill Macatee (hoje na CBS Sports)
- John McCaa
- Lisa McRee (hoje na Spectrum News 1 em Los Angeles)
- Don Meredith †
- Russ Mitchell (hoje na WKYC em Cleveland)
- Bill O'Reilly
- Scott Pelley (hoje na CBS News como correspondente para o 60 Minutes)
- Uma Pemmaraju (hoje no Fox News Channel)
- Pablo Pereira (hoje na KTTV em Los Angeles)
- Robyne Robinson
- Dan Ronan
- Tracy Rowlett
- Rene Syler
- Doug Terry
- Wes Wise
- Paula Zahn